# Uljana palma
Uljana palma (lat. Elaeis), maleni rod korisnih palmi smješten u podtribus Elaeidinae, dio tribusa Cocoseae, potporodica Arecoideae. Sastoji se od dvije vrste, američke (Elaeis oleifera) i afričke (Elaeis guineensis).
Najvažnija je Elaeis guineensis, komercijalna biljka za proizvodnju ulja u tropima,

## Vrste
1. Elaeis guineensis Jacq.
2. Elaeis oleifera (Kunth) Cortés

## Sinonimi
- Alfonsia Kunth
- Corozo Jacq. ex Giseke